# ليندسي رودس
ليندسي رودس (بالإنجليزية: Lindsay Rhodes)‏ هي صحفية ومعلقة رياضية أمريكية، ولدت في 31 ديسمبر 1976 في لاك فوريست في الولايات المتحدة.

## وصلات خارجية
- ليندسي رودس على موقع IMDb (الإنجليزية)